# Jan Heemskerk
Jan Abrahamszoon Heemskerk (ur. 30 lipca 1818 w Amsterdamie, zm. 9 października 1897 w Hadze) – holenderski konserwatywny polityk, premier Holandii od 27 sierpnia 1874 do 3 listopada 1877 i ponownie od 23 kwietnia 1883 do 20 kwietnia 1888.

## Lata młodości
Heemskerk urodził się w kupieckiej rodzinie jako jedyne dziecko Abrahama i Joanny Jacoby Stuart, córki pastora Remonstrantów. Studiował literaturę. W wieku 21 lat ukończył studia na Uniwersytecie w Utrechcie. Jego praca dotyczyła tez Monteskiusza.

## Kariera polityczna
W latach 1839–1852 pracował jako prawnik w Amsterdamie. Od 1851 do 1860 był członkiem rady prowincji Holandia Północna. W latach 1856–1866 zasiadał w radzie miasta, a od 1860 do 1864 był członkiem Tweede Kamer. W latach 1864–1866 był przewodniczącym sądu prowincjonalnego w Haarlem. Od 1 czerwca 1866 do 4 czerwca 1868 pełnił funkcję ministra spraw wewnętrznych, a od 10 listopada 1867 do 4 stycznia 1868 był ministrem sprawiedliwości ad interim. Od 9 lutego 1869 do 15 września 1873 ponownie zasiadał w Tweede Kamer. Od 1 listopada 1873 do 27 sierpnia 1874 był przewodniczącym Sądu Najwyższego. 27 sierpnia 1874 ponownie został ministrem spraw wewnętrznych, a zarazem premierem Holandii. Pełnił tę funkcję do 3 listopada 1877. Od 1 października 1879 do 22 kwietnia 1883 był członkiem Rady Stanu (Raad van State). 23 kwietnia 1883 ponownie został ministrem spraw wewnętrznych (i premierem Holandii). Był nim do 20 kwietnia 1888.

## Życie prywatne
W 1846 wziął ślub z Anną Marią Heemskerk, z którą miał ośmioro dzieci (pięciu synów i trzy córki). Był członkiem Kościoła Remonstranckiego. 

## Odznaczenia
25 września 1867 został komandorem Orderu Lwa Niderlandzkiego. 27 maja 1868 został odznaczony Krzyżem Wielkim Orderu Dębowej Korony, a 1 maja 1876 Krzyżem Wielkim Orderu Lwa Niderlandzkiego.